# Henry Julian White
Pour les articles homonymes, voir Henry White (homonymie) et White.
Henry Julian White (27 août 1859 - 16 juillet 1934) est un bibliste anglais .

## Biographie
White est né à Islington, au nord de Londres  le deuxième fils de Henry John White. Il fait ses études à Christ Church, Oxford, s'inscrit le 11 octobre 1878, obtenant un BA en 1882 (MA 1885) . Il est ordonné en 1886, devenant l'aumônier domestique de John Wordsworth la même année. Il est aumônier et membre du Merton College d'Oxford, où il enseigne la théologie, de 1895 à 1905  et membre du King's College de Londres de 1905 à 1920. Il aide Wordsworth à produire une édition de la Bible Vulgate. Il est également co-auteur de A Grammar of the Vulgate. Il est doyen de la Christ Church à Oxford de 1920 à 1934.
White soutient la nomination d'Albert Einstein en tant que Fellow à Christ Church, malgré l'opposition de JGC Anderson pour des motifs nationalistes et peut-être même xénophobes (selon White) au début des années 1930 .